# اتحادیه فوتبال هنگ کنگ
اتحادیه فوتبال هنگ کنگ نهاد اداره‌کنندهٔ فوتبال در هنگ کنگ است. این نهاد در سال ۱۹۱۴ پایه‌گذاری شده و اکنون عضو کنفدراسیون فوتبال آسیا است. در حال حاضر ریاست این نهاد بر عهدهٔ تیموتی فوک می‌باشد.